# Benson Boone/Auszeichnungen für Musikverkäufe

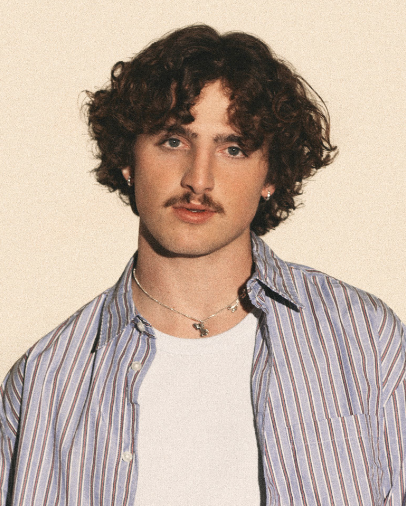
Benson Boone (2024)

Dies ist eine Übersicht über die Auszeichnungen für Musikverkäufe des US-amerikanischen Sängers Benson Boone. Die Auszeichnungen finden sich nach ihrer Art (Gold, Platin usw.), nach Staaten getrennt in chronologischer Reihenfolge, geordnet sowie nach den Tonträgern selbst, ebenfalls in chronologischer Reihenfolge, getrennt nach Medium (Alben, Singles usw.), wieder.

## Auszeichnungen
| - Vereinigtes Königreich - 2025: für die Single Pretty Slowly - 2025: für das Lied Cry - 2025: für die Single Sorry I’m Here for Someone Else - 2025: für das Lied Nights Like These - 2025: für das Album Walk Me Home… - 2025: für die Single Mystical Magical - Australien - 2024: für das Lied Cry - 2025: für die Single Mystical Magical - Dänemark - 2024: für die Single Slow It Down - Frankreich - 2025: für das Lied Cry - Italien - 2024: für das Album Fireworks & Rollerblades - Kanada - 2024: für das Lied Cry - Neuseeland - 2023: für das Album Walk Me Home… - 2025: für die Single Mystical Magical - Niederlande - 2022: für die Single Ghost Town - Norwegen - 2022: für die Single In the Stars - Österreich - 2024: für die Single Ghost Town - 2024: für die Single Slow It Down - Polen - 2024: für die Single Slow It Down - Portugal - 2025: für die Single Mystical Magical - 2025: für die Single Sorry I’m Here for Someone Else - Schweiz - 2025: für das Album Fireworks & Rollerblades - Spanien - 2024: für die Single Slow It Down - 2025: für die Single Ghost Town - Vereinigtes Königreich - 2024: für das Album Fireworks & Rollerblades - 2025: für die Single Ghost Town | - Australien - 2024: für die Single Slow It Down - 2025: für die Single Sorry I’m Here for Someone Else - Belgien - 2024: für die Single Slow It Down - Dänemark - 2024: für die Single In the Stars - 2025: für das Album Fireworks & Rollerblades - Deutschland - 2024: für die Single Beautiful Things - Frankreich - 2024: für die Single Ghost Town - 2025: für das Album Fireworks & Rollerblades - 2025: für die Single Slow It Down - Italien - 2024: für die Single In the Stars - Neuseeland - 2023: für die Single Ghost Town - Niederlande - 2023: für die Single In the Stars - 2024: für die Single Beautiful Things - Norwegen - 2022: für die Single Ghost Town - Österreich - 2024: für die Single In the Stars - Polen - 2024: für das Album Fireworks & Rollerblades - 2024: für die Single In the Stars - Schweiz - 2024: für die Single Ghost Town - 2024: für die Single In the Stars - Spanien - 2024: für die Single In the Stars - Vereinigte Staaten - 2024: für das Album Fireworks & Rollerblades - 2024: für die Single Ghost Town - 2024: für die Single Slow It Down - Vereinigtes Königreich - 2024: für die Single In the Stars - 2024: für die Single Slow It Down | - Dänemark - 2025: für die Single Ghost Town - 2025: für die Single Beautiful Things - Italien - 2024: für die Single Beautiful Things - Kanada - 2024: für die Single Ghost Town - 2024: für die Single Slow It Down - Neuseeland - 2025: für die Single Slow It Down - 2025: für das Album Fireworks & Rollerblades - Portugal - 2025: für die Single Slow It Down - Vereinigte Staaten - 2024: für die Single In the Stars - Mexiko - 2025: für die Single Beautiful Things - Belgien - 2024: für die Single Beautiful Things - Kanada - 2024: für die Single In the Stars - 2025: für das Album Fireworks & Rollerblades - Neuseeland - 2025: für die Single In the Stars - Österreich - 2025: für die Single Beautiful Things - Portugal - 2025: für die Single In the Stars - Spanien - 2025: für die Single Beautiful Things - Schweiz - 2025: für die Single Beautiful Things - Vereinigtes Königreich - 2025: für die Single Beautiful Things - Vereinigte Staaten - 2025: für die Single Beautiful Things - Neuseeland - 2025: für die Single Beautiful Things - Portugal - 2025: für die Single Beautiful Things - Australien - 2025: für die Single Beautiful Things - Frankreich - 2024: für die Single In the Stars - 2024: für die Single Beautiful Things - Kanada - 2024: für die Single Beautiful Things - Polen - 2024: für die Single Beautiful Things |

## Auszeichnungen nach Alben

### Walk Me Home…
| Land/Region                  | Auszeichnungen für Musikverkäufe (Land/Region, Auszeichnung, Verkäufe) | Verkäufe |
| ---------------------------- | ---------------------------------------------------------------------- | -------- |
| Neuseeland (RMNZ)            | Gold                                                                   | 7.500    |
| Vereinigtes Königreich (BPI) | Silber                                                                 | 60.000   |
| Insgesamt                    | 1× Silber · 1× Gold ·                                                  | 67.500   |

### Fireworks & Rollerblades
| Land/Region                  | Auszeichnungen für Musikverkäufe (Land/Region, Auszeichnung, Verkäufe) | Verkäufe  |
| ---------------------------- | ---------------------------------------------------------------------- | --------- |
| Dänemark (IFPI)              | Platin                                                                 | 20.000    |
| Frankreich (SNEP)            | Platin                                                                 | 100.000   |
| Italien (FIMI)               | Gold                                                                   | 25.000    |
| Kanada (MC)                  | 3× Platin                                                              | 240.000   |
| Neuseeland (RMNZ)            | 2× Platin                                                              | 30.000    |
| Polen (ZPAV)                 | Platin                                                                 | 20.000    |
| Schweiz (IFPI)               | Gold                                                                   | 10.000    |
| Vereinigte Staaten (RIAA)    | Platin                                                                 | 1.000.000 |
| Vereinigtes Königreich (BPI) | Gold                                                                   | 100.000   |
| Insgesamt                    | 3× Gold · 9× Platin ·                                                  | 1.545.000 |

## Auszeichnungen nach Singles

### Ghost Town
| Land/Region                  | Auszeichnungen für Musikverkäufe (Land/Region, Auszeichnung, Verkäufe) | Verkäufe  |
| ---------------------------- | ---------------------------------------------------------------------- | --------- |
| Dänemark (IFPI)              | 2× Platin                                                              | 180.000   |
| Frankreich (SNEP)            | Platin                                                                 | 200.000   |
| Kanada (MC)                  | 2× Platin                                                              | 160.000   |
| Neuseeland (RMNZ)            | Platin                                                                 | 30.000    |
| Niederlande (NVPI)           | Gold                                                                   | 40.000    |
| Norwegen (IFPI)              | Platin                                                                 | 60.000    |
| Österreich (IFPI)            | Gold                                                                   | 15.000    |
| Schweiz (IFPI)               | Platin                                                                 | 20.000    |
| Spanien (Promusicae)         | Gold                                                                   | 30.000    |
| Vereinigte Staaten (RIAA)    | Platin                                                                 | 1.000.000 |
| Vereinigtes Königreich (BPI) | Gold                                                                   | 400.000   |
| Insgesamt                    | 4× Gold · 9× Platin ·                                                  | 2.135.000 |

### In the Stars
| Land/Region                  | Auszeichnungen für Musikverkäufe (Land/Region, Auszeichnung, Verkäufe) | Verkäufe  |
| ---------------------------- | ---------------------------------------------------------------------- | --------- |
| Dänemark (IFPI)              | Platin                                                                 | 90.000    |
| Frankreich (SNEP)            | Diamant                                                                | 333.333   |
| Italien (FIMI)               | Platin                                                                 | 100.000   |
| Kanada (MC)                  | 3× Platin                                                              | 240.000   |
| Neuseeland (RMNZ)            | 3× Platin                                                              | 90.000    |
| Niederlande (NVPI)           | Platin                                                                 | 80.000    |
| Norwegen (IFPI)              | Gold                                                                   | 30.000    |
| Österreich (IFPI)            | Platin                                                                 | 30.000    |
| Polen (ZPAV)                 | Platin                                                                 | 50.000    |
| Portugal (AFP)               | 3× Platin                                                              | 30.000    |
| Schweiz (IFPI)               | Platin                                                                 | 20.000    |
| Spanien (Promusicae)         | Platin                                                                 | 60.000    |
| Vereinigte Staaten (RIAA)    | Platin                                                                 | 1.000.000 |
| Vereinigtes Königreich (BPI) | Platin                                                                 | 600.000   |
| Insgesamt                    | 1× Gold · 18× Platin · 1× Diamant ·                                    | 2.753.333 |

### Beautiful Things
| Land/Region                  | Auszeichnungen für Musikverkäufe (Land/Region, Auszeichnung, Verkäufe) | Verkäufe   |
| ---------------------------- | ---------------------------------------------------------------------- | ---------- |
| Australien (ARIA)            | 12× Platin                                                             | 840.000    |
| Belgien (BRMA)               | 3× Platin                                                              | 120.000    |
| Dänemark (IFPI)              | 2× Platin                                                              | 180.000    |
| Deutschland (BVMI)           | Platin                                                                 | 600.000    |
| Frankreich (SNEP)            | Diamant                                                                | 333.333    |
| Italien (FIMI)               | 2× Platin                                                              | 200.000    |
| Kanada (MC)                  | Diamant                                                                | 800.000    |
| Mexiko (AMPROFON)            | 5× Gold                                                                | 350.000    |
| Neuseeland (RMNZ)            | 6× Platin                                                              | 180.000    |
| Niederlande (NVPI)           | Platin                                                                 | 90.000     |
| Österreich (IFPI)            | 3× Platin                                                              | 90.000     |
| Polen (ZPAV)                 | Diamant                                                                | 250.000    |
| Portugal (AFP)               | 7× Platin                                                              | 70.000     |
| Schweiz (IFPI)               | 4× Platin                                                              | 120.000    |
| Spanien (Promusicae)         | 3× Platin                                                              | 180.000    |
| Vereinigte Staaten (RIAA)    | 5× Platin                                                              | 5.000.000  |
| Vereinigtes Königreich (BPI) | 4× Platin                                                              | 2.400.000  |
| Insgesamt                    | 2× Gold · 54× Platin · 3× Diamant ·                                    | 11.803.333 |

### Slow It Down
| Land/Region                  | Auszeichnungen für Musikverkäufe (Land/Region, Auszeichnung, Verkäufe) | Verkäufe  |
| ---------------------------- | ---------------------------------------------------------------------- | --------- |
| Australien (ARIA)            | Platin                                                                 | 70.000    |
| Belgien (BRMA)               | Platin                                                                 | 40.000    |
| Dänemark (IFPI)              | Gold                                                                   | 45.000    |
| Frankreich (SNEP)            | Platin                                                                 | 200.000   |
| Kanada (MC)                  | 2× Platin                                                              | 160.000   |
| Neuseeland (RMNZ)            | 2× Platin                                                              | 60.000    |
| Österreich (IFPI)            | Gold                                                                   | 15.000    |
| Polen (ZPAV)                 | Gold                                                                   | 25.000    |
| Portugal (AFP)               | 2× Platin                                                              | 20.000    |
| Spanien (Promusicae)         | Gold                                                                   | 30.000    |
| Vereinigte Staaten (RIAA)    | Platin                                                                 | 1.000.000 |
| Vereinigtes Königreich (BPI) | Platin                                                                 | 600.000   |
| Insgesamt                    | 4× Gold · 11× Platin ·                                                 | 2.265.000 |

### Pretty Slowly
| Land/Region                  | Auszeichnungen für Musikverkäufe (Land/Region, Auszeichnung, Verkäufe) | Verkäufe |
| ---------------------------- | ---------------------------------------------------------------------- | -------- |
| Vereinigtes Königreich (BPI) | Silber                                                                 | 200.000  |
| Insgesamt                    | 1× Silber ·                                                            | 200.000  |

### Sorry I’m Here for Someone Else
| Land/Region                  | Auszeichnungen für Musikverkäufe (Land/Region, Auszeichnung, Verkäufe) | Verkäufe |
| ---------------------------- | ---------------------------------------------------------------------- | -------- |
| Australien (ARIA)            | Platin                                                                 | 70.000   |
| Portugal (AFP)               | Gold                                                                   | 5.000    |
| Vereinigtes Königreich (BPI) | Silber                                                                 | 200.000  |
| Insgesamt                    | 1× Silber · 1× Gold · 1× Platin ·                                      | 275.000  |

### Mystical Magical
| Land/Region                  | Auszeichnungen für Musikverkäufe (Land/Region, Auszeichnung, Verkäufe) | Verkäufe |
| ---------------------------- | ---------------------------------------------------------------------- | -------- |
| Australien (ARIA)            | Gold                                                                   | 35.000   |
| Neuseeland (RMNZ)            | Gold                                                                   | 15.000   |
| Portugal (AFP)               | Gold                                                                   | 5.000    |
| Vereinigtes Königreich (BPI) | Silber                                                                 | 200.000  |
| Insgesamt                    | 1× Silber · 3× Gold ·                                                  | 255.000  |

## Auszeichnungen nach Liedern

### Cry
| Land/Region                  | Auszeichnungen für Musikverkäufe (Land/Region, Auszeichnung, Verkäufe) | Verkäufe |
| ---------------------------- | ---------------------------------------------------------------------- | -------- |
| Australien (ARIA)            | Gold                                                                   | 35.000   |
| Frankreich (SNEP)            | Gold                                                                   | 100.000  |
| Kanada (MC)                  | Gold                                                                   | 40.000   |
| Vereinigtes Königreich (BPI) | Silber                                                                 | 200.000  |
| Insgesamt                    | 1× Silber · 3× Gold ·                                                  | 375.000  |

### Nights Like These
| Land/Region                  | Auszeichnungen für Musikverkäufe (Land/Region, Auszeichnung, Verkäufe) | Verkäufe |
| ---------------------------- | ---------------------------------------------------------------------- | -------- |
| Vereinigtes Königreich (BPI) | Silber                                                                 | 200.000  |
| Insgesamt                    | 1× Silber ·                                                            | 200.000  |

## Statistik und Quellen
| Land/RegionAuszeichnungen für Musikverkäufe (Land/Region, Auszeichnungen, Verkäufe, Quellen) | Silber     | Gold       | Platin         | Diamant     | Verkäufe   | Quellen              |
| -------------------------------------------------------------------------------------------- | ---------- | ---------- | -------------- | ----------- | ---------- | -------------------- |
| Australien (ARIA)                                                                            | —          | 2× Gold2   | 14× Platin14   | —           | 1.050.000  | aria.com.au          |
| Belgien (BRMA)                                                                               | —          | —          | 4× Platin4     | —           | 160.000    | ultratop.be          |
| Dänemark (IFPI)                                                                              | —          | Gold1      | 6× Platin6     | —           | 515.000    | ifpi.dk              |
| Deutschland (BVMI)                                                                           | —          | —          | Platin1        | —           | 600.000    | musikindustrie.de    |
| Frankreich (SNEP)                                                                            | —          | Gold1      | 3× Platin3     | 2× Diamant2 | 1.266.666  | snepmusique.com      |
| Italien (FIMI)                                                                               | —          | Gold1      | 3× Platin3     | —           | 325.000    | fimi.it              |
| Kanada (MC)                                                                                  | —          | Gold1      | 10× Platin10   | Diamant1    | 1.640.000  | musiccanada.com      |
| Mexiko (AMPROFON)                                                                            | —          | Gold1      | 2× Platin2     | —           | 350.000    | amprofon.com.mx      |
| Neuseeland (RMNZ)                                                                            | —          | 2× Gold2   | 14× Platin14   | —           | 412.500    | radioscope.co.nz NZ2 |
| Niederlande (NVPI)                                                                           | —          | Gold1      | 2× Platin2     | —           | 210.000    | nvpi.nl              |
| Norwegen (IFPI)                                                                              | —          | Gold1      | Platin1        | —           | 90.000     | ifpi.no              |
| Österreich (IFPI)                                                                            | —          | 2× Gold2   | 4× Platin4     | —           | 150.000    | ifpi.at              |
| Polen (ZPAV)                                                                                 | —          | Gold1      | 2× Platin2     | Diamant1    | 345.000    | olis.pl              |
| Portugal (AFP)                                                                               | —          | 2× Gold2   | 12× Platin12   | —           | 130.000    | Einzelnachweise      |
| Schweiz (IFPI)                                                                               | —          | Gold1      | 6× Platin6     | —           | 170.000    | hitparade.ch         |
| Spanien (Promusicae)                                                                         | —          | 2× Gold2   | 4× Platin4     | —           | 300.000    | elportaldemusica.es  |
| Vereinigte Staaten (RIAA)                                                                    | —          | Gold1      | 10× Platin10   | —           | 10.500.000 | riaa.com             |
| Vereinigtes Königreich (BPI)                                                                 | 6× Silber6 | 2× Gold2   | 6× Platin6     | —           | 5.160.000  | bpi.co.uk            |
| Insgesamt                                                                                    | 6× Silber6 | 22× Gold22 | 104× Platin104 | 4× Diamant4 |            |                      |